# Jessica Sutta
Jessica Lynn Sutta (* 15. Mai 1982 in Miami, Florida, USA) ist eine US-amerikanische Sängerin und Tänzerin und war zwischen 2002 und 2010 und ist seit der Neugründung 2019 wieder Mitglied bei den Pussycat Dolls.

## Leben
Schon im Alter von drei Jahren besuchte Jessica Sutta eine Tanzschule in Florida. Mit vierzehn ging sie auf die „New World School of the Arts“ in Miami, um Tanz zu studieren. Infolge schwerer Knieverletzungen musste sie vorübergehend auf Theaterwissenschaften wechseln, bevor sie letztendlich wieder Tanz studierte.
1999 trat sie dem Miami Heat Dance Team bei und wurde zwei Jahre später deren Fronttänzerin. 2002 verlegte sie ihren Wohnsitz nach Los Angeles und tauchte – als freiberufliche Tänzerin – unter anderem in Musikvideos von Will Smith, Craig David und Gloria Estefan auf. Dadurch lernte sie die Choreographin Robin Antin kennen, welche sie noch im selben Jahr für das R&B-Tanz-Ensemble Pussycat Dolls besetzte.

### Solokarriere, Auflösung und Comeback der Pussycat Dolls
Am 22. Mai 2007 erschien der Dance-Song „Make It Last“, der von Dave Aude produziert wurde. Anfang August 2007 wurde das Lied „White Lies“ von Paul van Dyk mit Jessica Sutta veröffentlicht, das auch die erste Singleauskopplung von Van Dyks neuem Album „In Between“ wurde. Am 6. Juli stellte er das Album auf der „The Love From Above“ in der Berlin-Treptow-Arena vor, wo Jessica Sutta live auftrat.
Am 28. Januar 2010 bestätigte Jessica Sutta ihren Ausstieg bei den Pussycat Dolls in einem Interview mit E! News und dem Life&Style Magazine.
Im November 2019 gaben Sutta und vier ihrer früheren The-Pussycat-Dolls-Kolleginnen bekannt, ein Comeback inklusive Großbritannien-Tour und einem Auftritt im X-Factor-Finale zu starten.

## Diskografie

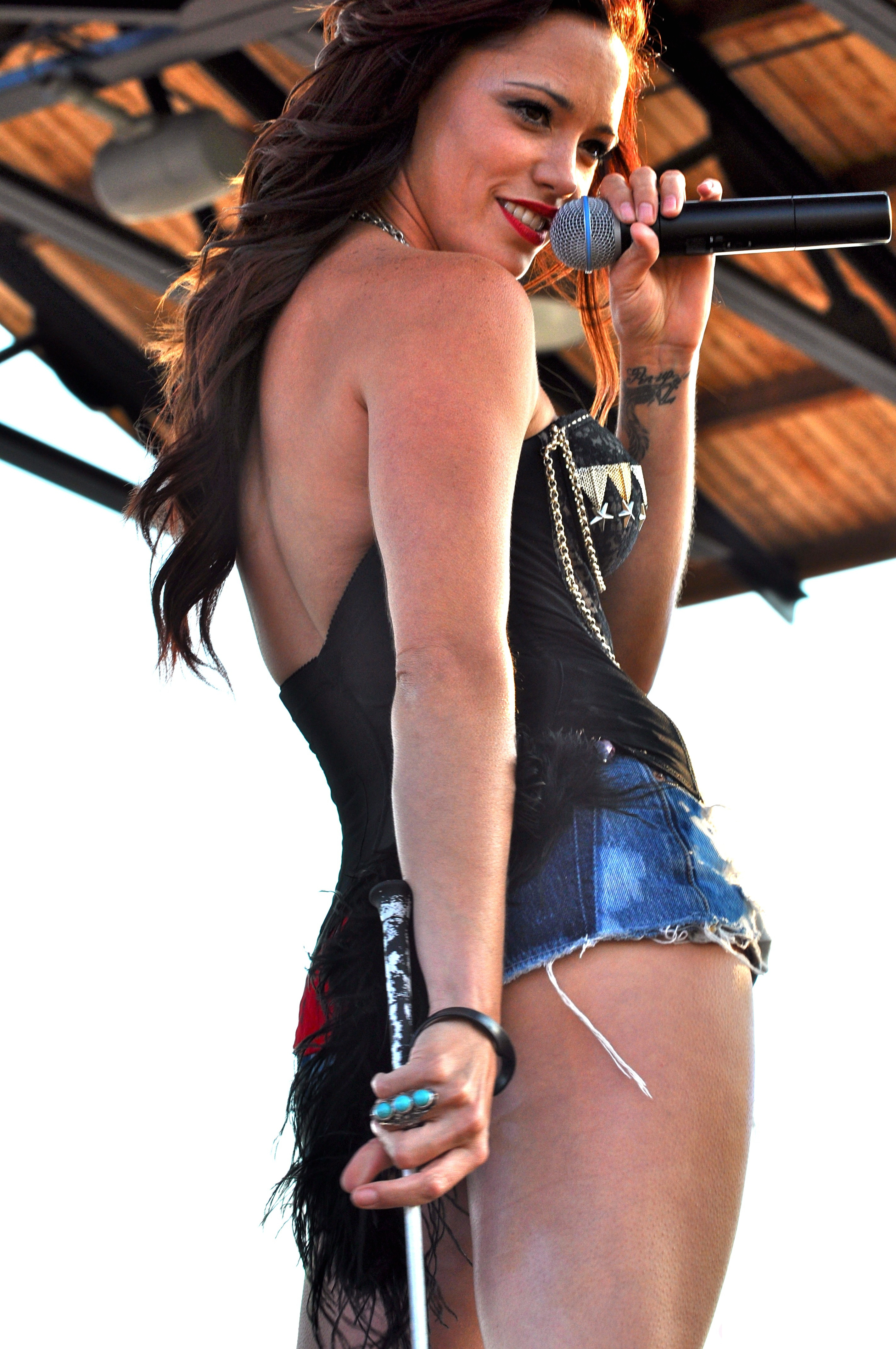
Sutta (2012)

### Studioalben
- 2017: I Say Yes

### Singles
- 2007: Make It Last (Dave Aude feat. Jessica Sutta)
- 2007: White Lies (Paul van Dyk feat. Jessica Sutta)
- 2010: Look But Don’t Touch (Eva Simons feat. Jessica Sutta)
- 2010: Where Ever You Are (Cedric Gervais feat. Jessica Sutta)
- 2010: I Wanna Be Bad
- 2011: Show Me
- 2013: Again (feat. Kemal Golden)
- 2013: Lights Out
- 2014: Candy
- 2015: I’m Gonna Get You (David Aude feat. Jessica Sutta)
- 2015: Let It Be Love (feat. Rico Love)